# Upwaltham
Upwaltham – osada w Anglii, w hrabstwie West Sussex, w dystrykcie Chichester. Leży 13 km na północny wschód od miasta Chichester i 76 km na południowy zachód od Londynu. W 2001 miejscowość liczyła 25 mieszkańców.